# حیات وحش ایران
حیات وحش ایران گونه‌های گیاهی و جانوری و زیستگاه طبیعی آنان را در بر می‌گیرد. یکی از پرآوازه‌ها میان گونه‌های جانوری ایران یوزپلنگ آسیایی است که یوزپلنگ ایرانی هم خوانده می‌شود و امروزه تنها در ایران یافت می‌شود. ایران گونه‌های شیر ایرانی و ببر مازندران را در اوایل قرن بیستم از دست داده است.

## تاریخچه
حیات وحش ایران برای نخستین بار توسط حمدالله مستوفی در قرن چهاردهم تا حدودی توصیف شد که فقط به حیوانات اشاره کرد. در سده‌های ۱۸ و ۱۹، ساموئل گوتلیب گملین و ادوارد منتریس منطقه دریای خزر و کوه‌های تالش را برای مستندسازی جانوران خزر کاوش کردند. این تلاش‌ها توسط چندین طبیعی‌دان جمله فیلیپو د فیلیپی، ویلیام تامس بلانفورد و نیکولای زارودنی دنبال شد که گونه‌هایی از پستانداران، پرندگان، خزندگان، دوزیستان و ماهی‌ها را ثبت کردند.

## گیاهان

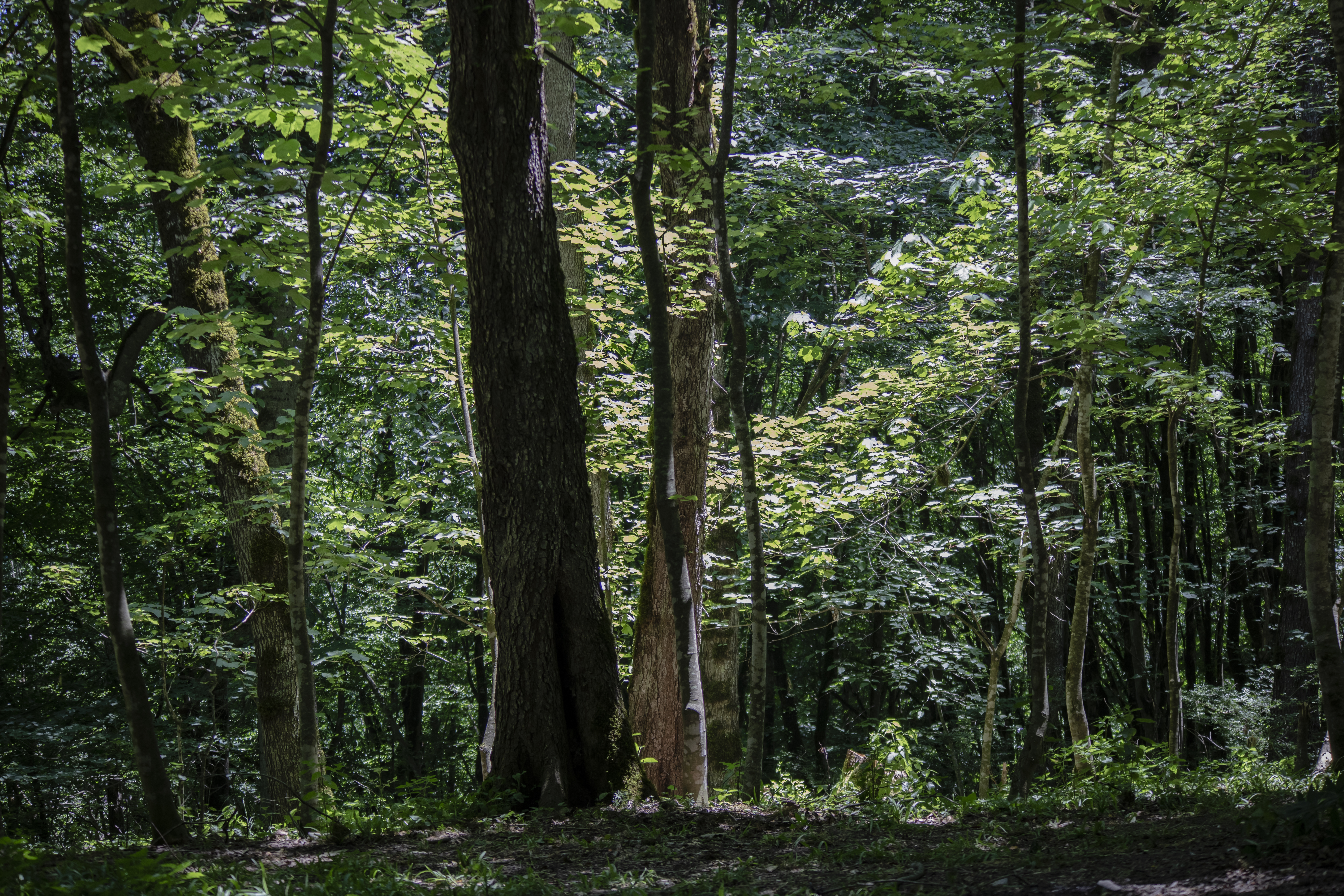
گونه‌های گیاهی جنگل‌های مازندران، حوالی روستای لاویج

ایران با داشتن نزدیک به ۱۲ هزار گونه گیاهی غنی‌ترین مجموعه از گونه‌های گیاهی در کشورهای خاورمیانه را دارا است. این گونه‌ها شامل انواع مختلفی از درختان و گیاهان جنگل‌های شبه حاره‌ای تا انواع گیاهان بیابانی و سازگار با خشکی هستند.
بیش از یک دهم مساحت ایران پوشش جنگلی است. گسترده‌ترین پوشش جنگلی اعم از بلوط، زبان گنجشگ، نارون، سرو و دیگر درختان ارزشمند در دامنه‌های کوهستانی نزدیک دریای کاسپین یافت می‌شود. در داخل فلات ایران، درختان بلوط در دامنه‌های پرآب کوهستانی دیده می‌شود؛ همچنین در مناطق روستایی نیز درختانی مانند چنار، صنوبر، بید، گردو، راش، افرا و توت نیز پرورش داده می‌شوند. گیاهان و بوته‌های وحشی در فصل بهار از زمین می‌رویند و برای دام‌ها یک منبع تغذیه به وجود می‌آورند ولی آفتاب تابستان آن‌ها را می‌سوزاند. براساس گزارش‌های فائو، عمده‌ترین نوع جنگل‌هایی که در ایران وجود دارد عبارتند از:
۱. جنگل‌های هیرکانی مناطق شمالی (۳۳۰۰۰ کیلومترمربع)
۲. جنگل‌های کوهستانی سنگ آهکی، جنگل‌های اُرس در مناطق شمال شرقی (۱۳٬۰۰۰ کیلومتر مربع)
۳. جنگل‌های پسته در مناطق شرقی، جنوبی و جنوب شرقی (۲۶٬۰۰۰ کیلومترمربع)
۴. جنگل‌های بلوط در مناطق مرکزی و غربی (۱۰۰٬۰۰۰ کیلومترمربع)
۵. بوته‌های مناطق دشت کویر در بخش مرکزی و شمال شرقی (۱۰٬۰۰۰ کیلومترمربع)
۶. جنگل‌های نیمه‌گرمسیری سواحل جنوبی مانند جنگل‌های حرا (۵٬۰۰۰ کیلومترمربع).

## جانوران

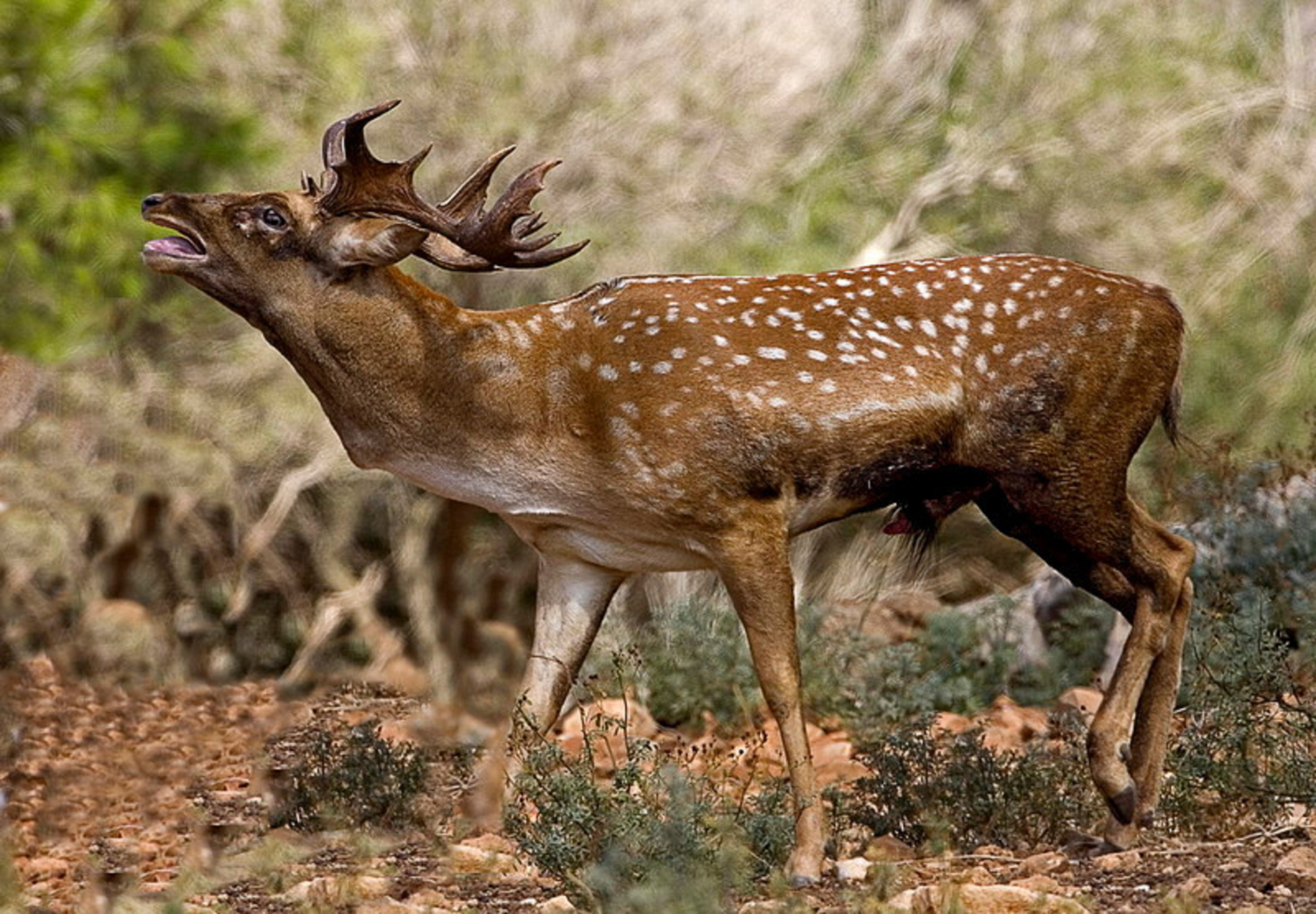
گوزن زرد ایرانی از گونه‌های در معرض خطر این کشور.

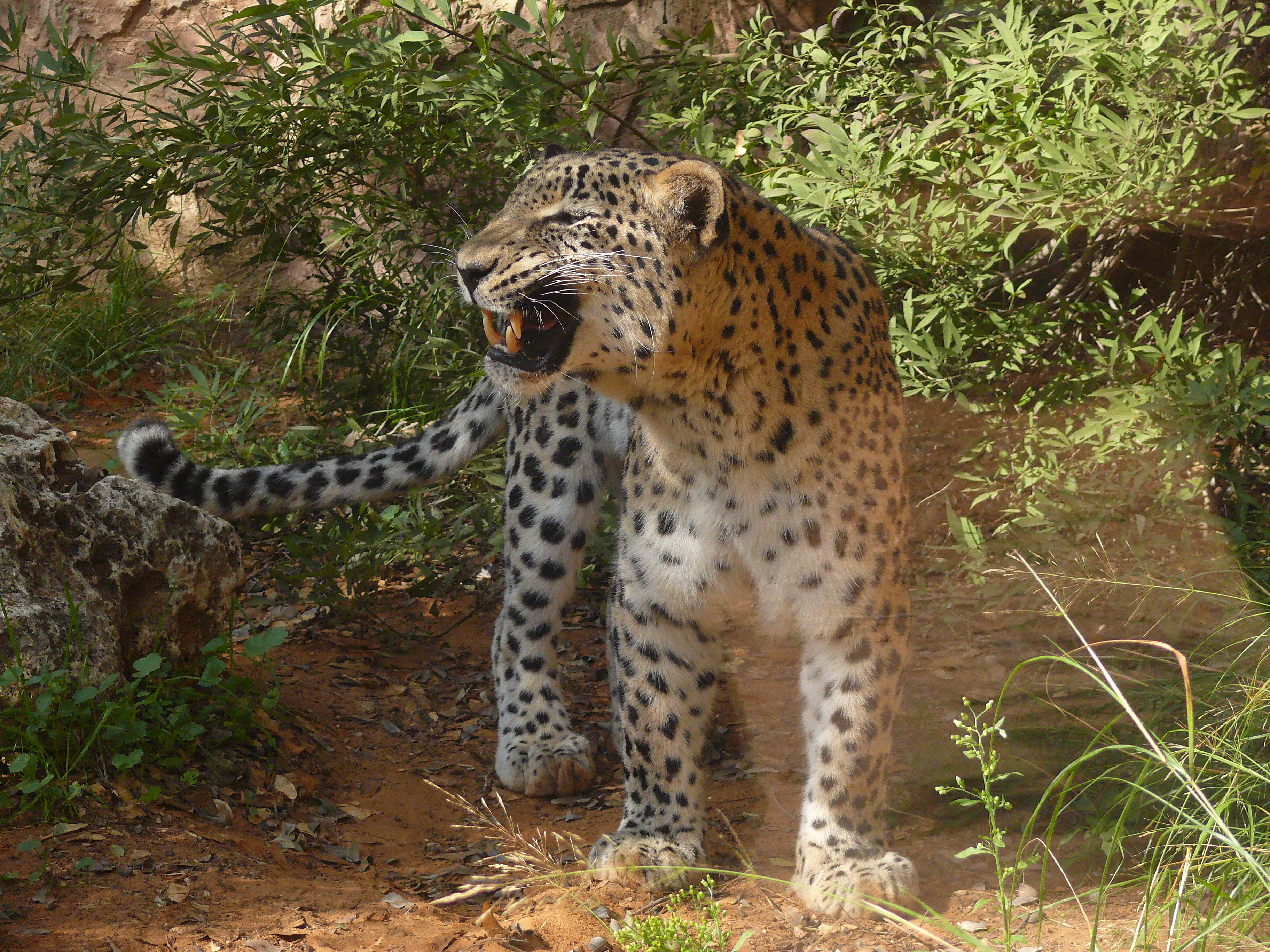
پلنگ ایرانی که از گونه‌های بومی غرب آسیا به‌شمار می‌رود.

جانوران ایران به‌وسیلهٔ پژوهش‌های تدریجی گروه‌های گوناگون جانوران شناخته شده‌اند اما تاکنون هیچ تلاش هماهنگی برای ثبت منظم همه جانوران ایران (آنطور که برای گیاهان ایران انجام شده) صورت نگرفته است.
جانواران سرزمین ایران شامل پلنگ ایرانی، خرس، کفتار، گرازهای وحشی، بز کوهی، آهو و قوچ‌ومیش است که در کوه‌های دارای پوشش گیاهی زندگی می‌کنند. انواع شغال و خرگوش نیز در سراسر کشور وجود دارند. گور ایرانی نیز دشت و بیابان‌ها را برای حیات خود، انتخاب کرده است. یوزپلنگ آسیایی در جهان به‌عنوان یک گونهٔ در معرض انقراض ایرانی، شناخته شده است. قرقاول‌های ایرانی در شمال کشور یافت می‌شوند و کبک‌ها در بیشتر مناطق کشور زندگی می‌کنند. پرندگان آبزی همانند پرنده دریایی، اردک و غاز نیز در سواحل دریای خزر و خلیج فارس زندگی می‌کنند؛ در حالی که کرکس‌های ایرانی، در بیابان به حیات خود ادامه می‌دهند. انواعی از گوزن، جوجه‌تیغی، روباه و دست‌کم ۲۲ گونهٔ جوندگان، در مناطق نیمه صعب‌العبور و بلند این کشور، زندگی می‌کنند. سنجاب نخلی و خرس سیاه آسیایی در سیستان و بلوچستان یافت شده‌اند. ببرها نیز زمانی در جنگل‌های مناطق جنوبی دریای خزر سکونت داشتند اما هم‌اکنون منقرض شده‌اند. شیر ایرانی نیز در ایران منقرض شده است اما پیش از انقلاب ۱۳۵۷ ایران، طرح‌های احیای آن ریخته شد و در سال ۱۳۹۸، با توافق میان باغ وحش ارم و انجمن آبزیگاه و باغ‌وحش‌های اروپا، به ایران بازگشت تا احیای آن در این کشور آغاز شود.
طبق آمار سازمان حفاظت محیط زیست ایران ۲۰۰۰ گونه جانوری اعم از پستاندار، پرنده، خزنده، دوزیست و ماهیان آب‌های داخلی و حدود ۱۲۰۰ گونه ماهی در آب‌های دریایی در اکوسیستم‌های خشکی و آب‌های داخلی کشور شناسایی شده است. از این‌گونه‌ها می‌توان به ۲۱۰ گونه پستاندار، ۶۴۰ گونه پرنده، ۳۰۰ گونه خزنده، ۲۳ گونه دوزیست و ۳۵۰ گونه ماهیان آب‌های داخلی اشاره کرد. از این تعداد حدود ۷۶ گونه از رده‌های جانوری ایران در فهرست قرمز اتحادیه جهانی حفاظت از طبیعت (IUCN) قرار دارد که این‌گونه‌ها شامل ۱۹ گونه از پستانداران، ۲۵ گونه از پرندگان، ۱۶ گونه از خزندگان، چهار گونه از دوزیستان و ۱۰ گونه از ماهیان آب‌های داخلی است. سازمان حفاظت محیط زیست ایران در سال ۱۳۹۲ اعلام کرد که دست‌کم ۷۴ گونه از جانوران این کشور در سیاههٔ قرمز اتحادیه بین‌المللی حفاظت از طبیعت قرار دارند. بجز یوزپلنگ ایرانی که در وضعیت بحرانی قرار دارد، پستاندارانی مانند گوزن زرد ایرانی، گورخر آسیایی، فک دریای خزر، هوبره، پلنگ، خرس سیاه آسیایی، تمساح پوزه کوتاه، نهنگ آبی و نهنگ باله‌ای نیز در معرض خطر انقراض هستند.

## گونه‌های منقرض‌شده
- نیاگاو (تاریخ انقراض نامعلوم) در گذشته در بخش‌هایی از فلات ایران زیست می‌کرده‌است.[۱۱]
- فیل سوری تا پیش از انقراض در دوران باستان، در جنوب ایران یافت می‌شده‌است.[۱۲]
- موس قفقازی تا حدود ۲۵۰ سال پیش در شمال و غرب ایران زیست داشت و پس از گاومیش کوهان‌دار اروپایی، بزرگ‌ترین پستاندار خشکی‌زی ایران محسوب می‌شد.[۱۳]
- گاومیش کوهان‌دار اروپایی تا حدود ۳۰۰ سال پیش در شمال و غرب ایران وجود داشت و بزرگ‌ترین پستاندار خشکی‌زی ایران به‌شمار می‌رفت.[۱۴]
- غرم تا حدود ۱۰۰ سال پیش در کوهستان‌های شمال و غرب ایران یافت می‌شد.[۱۵]
- شیر ایرانی فقط در استان‌های خوزستان و فارس ایران ثبت شده‌است. آخرین مشاهدهٔ ثبت‌شده در سال ۱۹۵۷ در درهٔ رودخانهٔ دز رخ داد.[۱۶]
- ببر مازندران تا پیش از سال ۱۹۶۰ در نواحی شمالی اطراف دریای خزر و در مناطقی از قفقاز جنوبی و ترکستان شوروی وجود داشت. آخرین ببر ایران در سال ۱۹۵۸ در پارک ملی گلستان مشاهده شد.[۱۷]
- سگ آبی اوراسیایی (ببرَگ) در گذشته در رودخانه‌های شمال و غرب ایران زیست می‌کرده اما به دلیل شکار و تخریب زیستگاه، منقرض شده‌است.[۱۸]
- شتر دوکوهانه وحشی تا حدود ۲۵۰ تا ۳۰۰ سال پیش در شمال و شمال‌شرق ایران، به‌ویژه در نواحی خراسان بزرگ و حاشیه کویر قره‌قوم، حضور داشته‌است. از این گونه هم در مسیرهای تجاری جاده ابریشم استفاده می‌شد و هم گله‌های نیمه‌وحشی آن در بیابان‌های مرزی مشاهده می‌گردید.[۱۹]

## نگارخانه

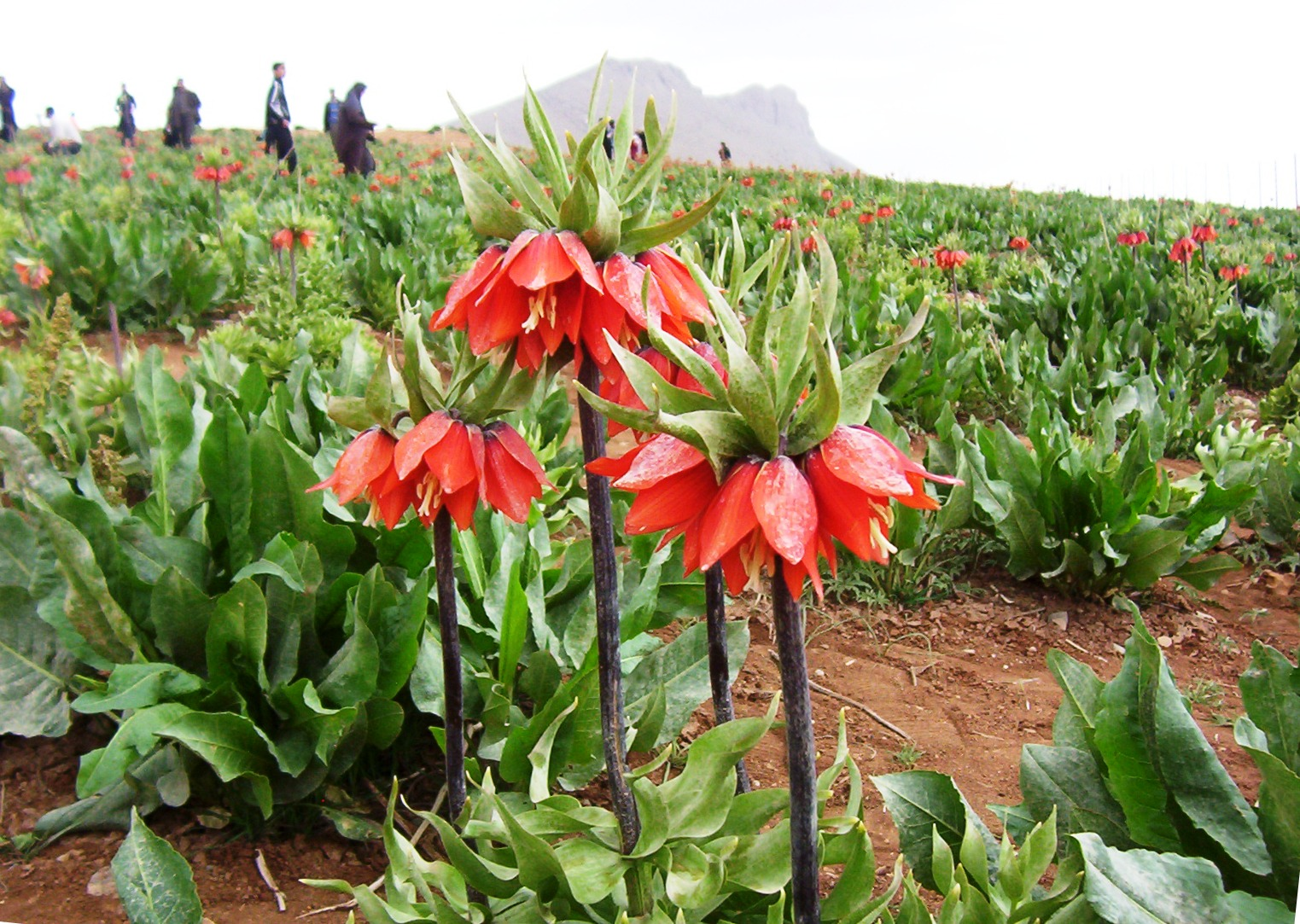
لاله واژگون اشک مریم در دشت لاله‌های واژگون کوهرنگ
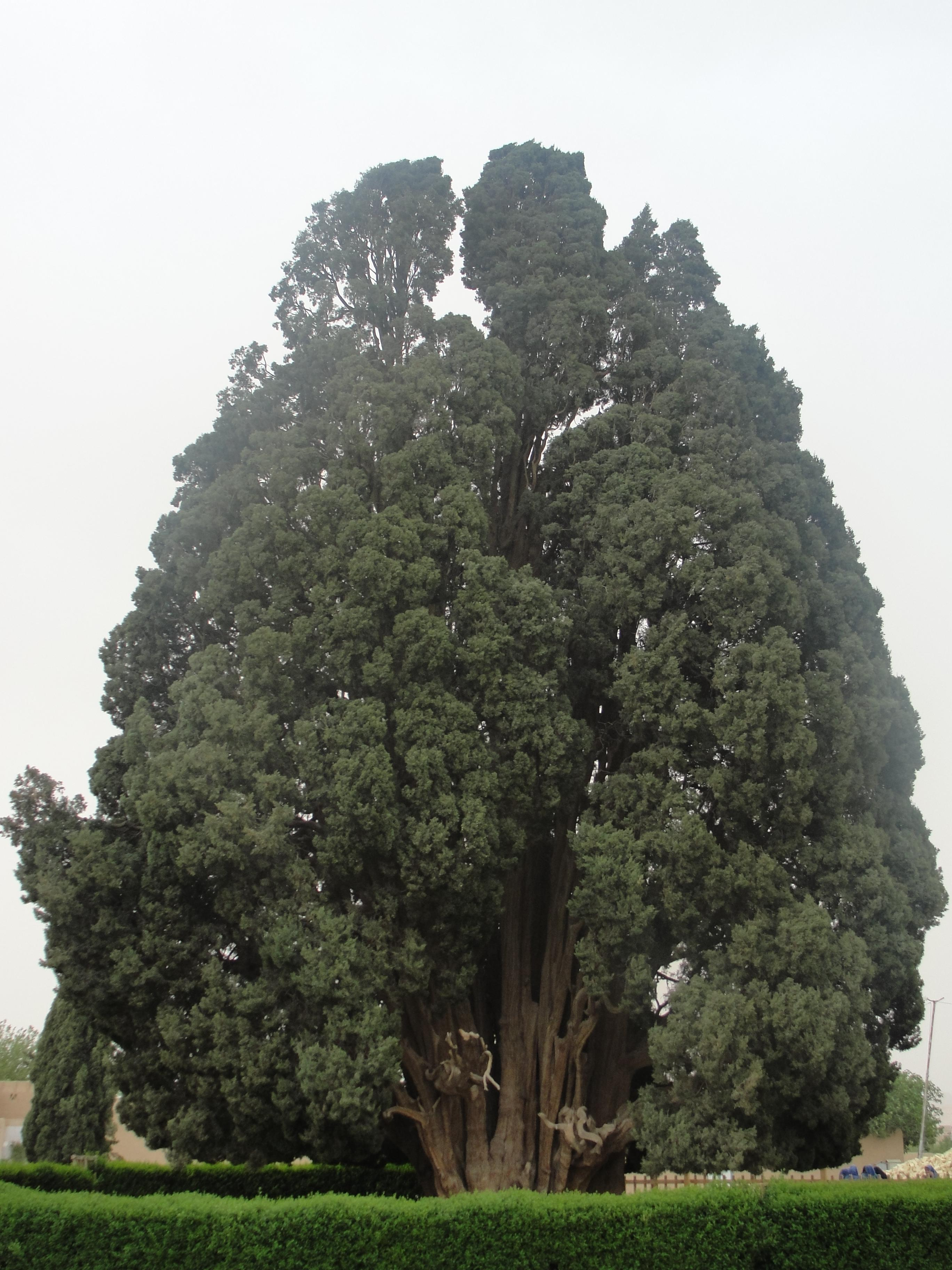
سرو ۴۰۰۰ ساله ابرکوه
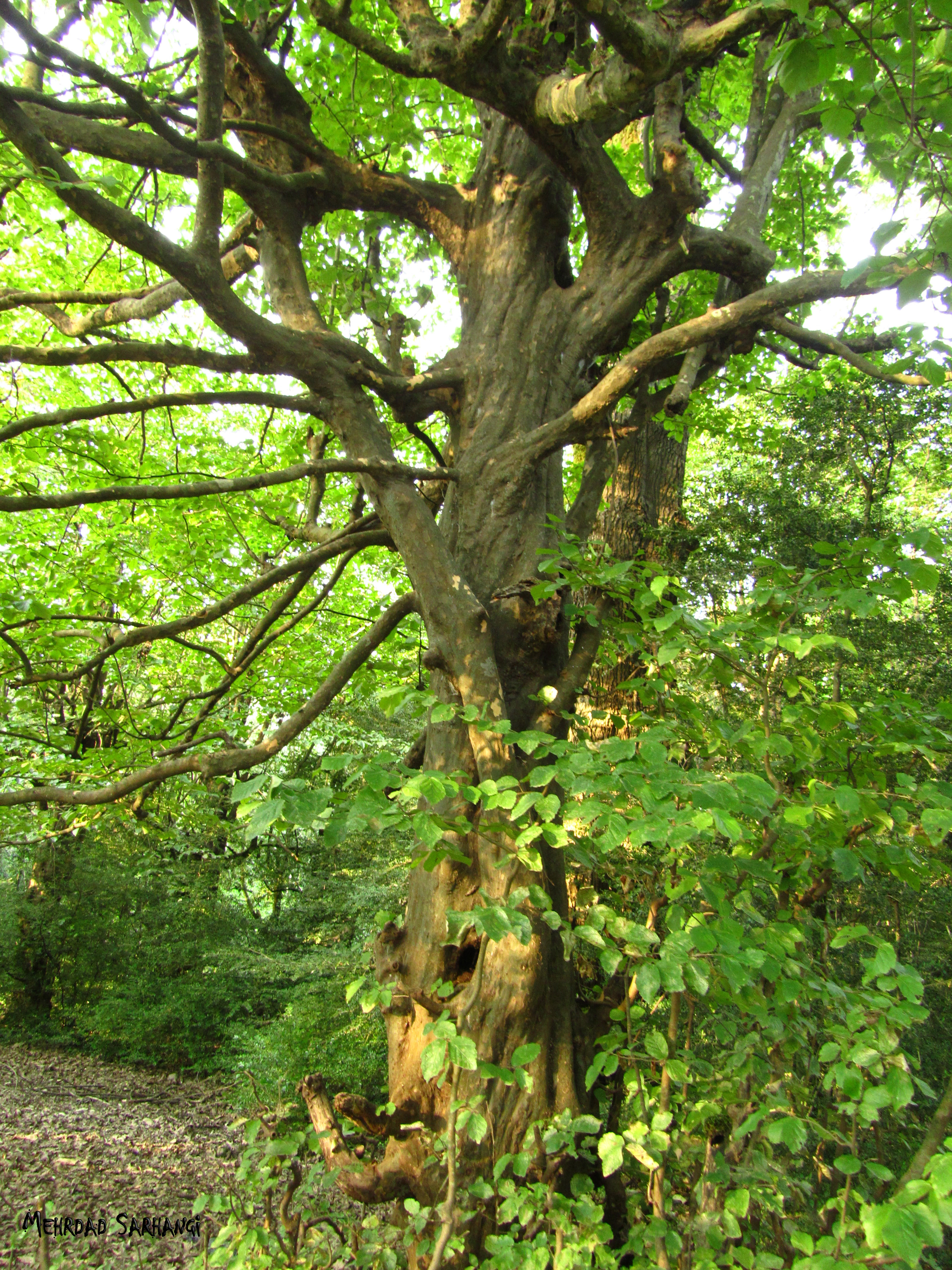
یک درخت انجیلی که بومی جنگل‌های شمال ایران است
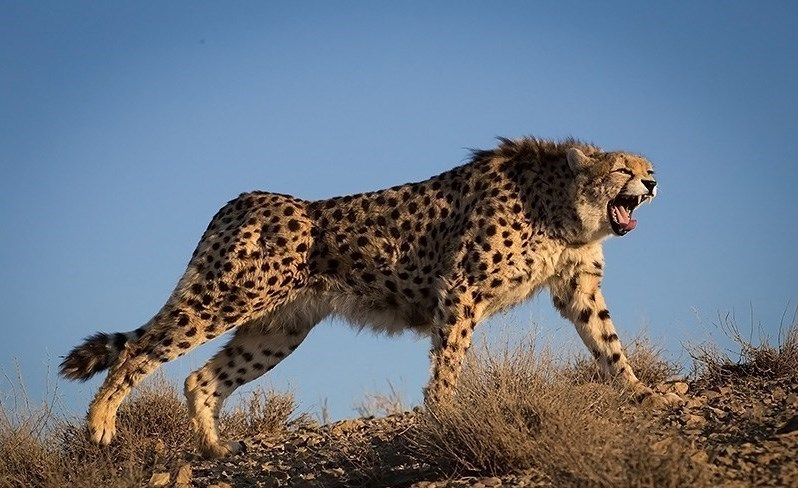
یوزپلنگ ایرانی
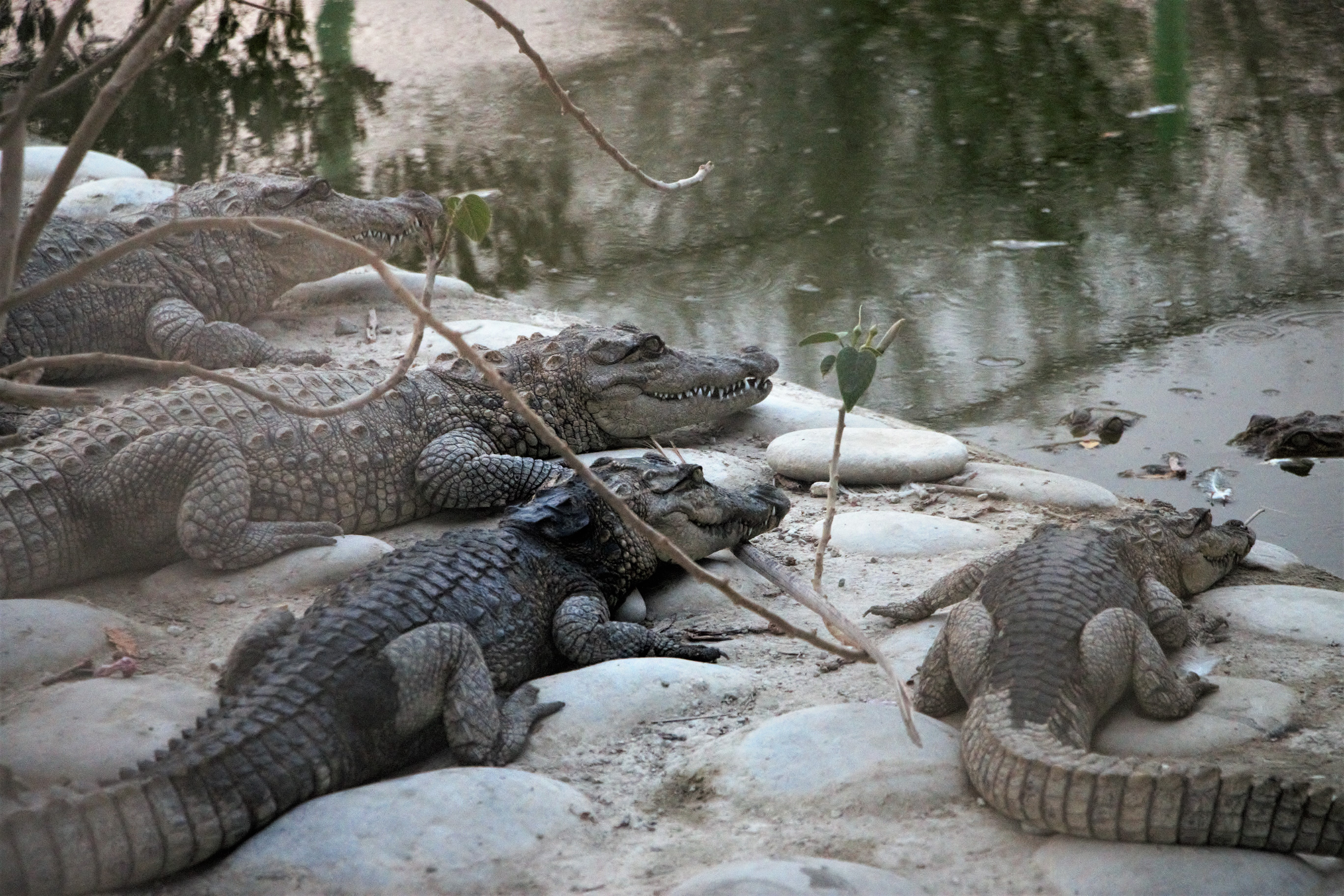
تعدادی گاندو در مرکز تحقیقات محیط زیستی ریکوکش، استان سیستان و بلوچستان
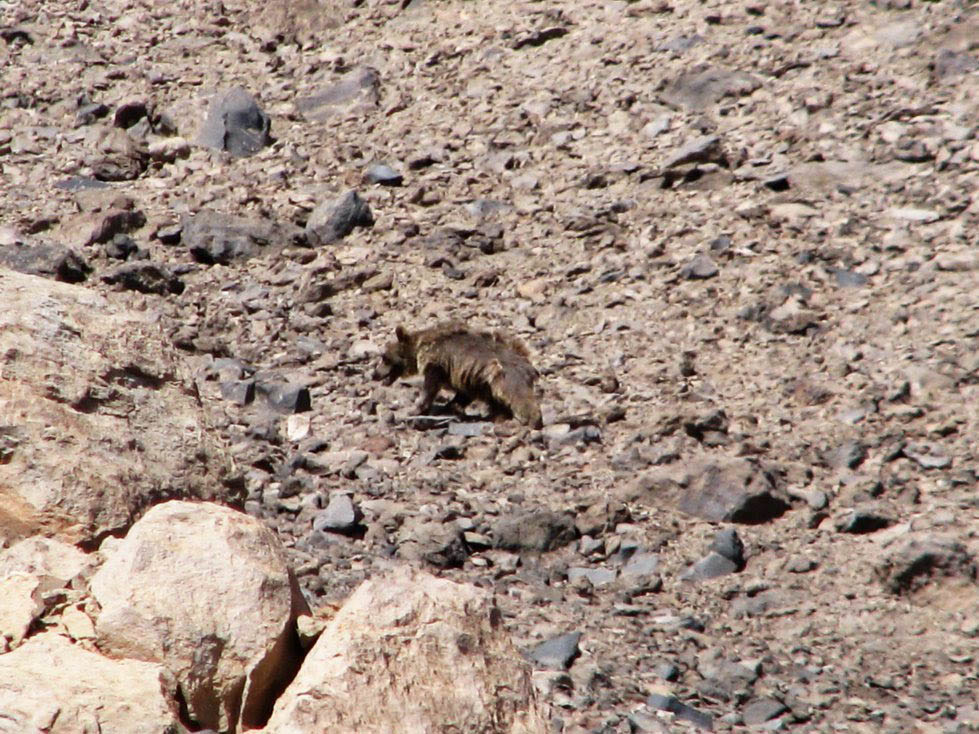
یک خرس قهوه‌ای سوری در پارک ملی لار در ارتفاع ۴۸۰۰ متری کوه دماوند
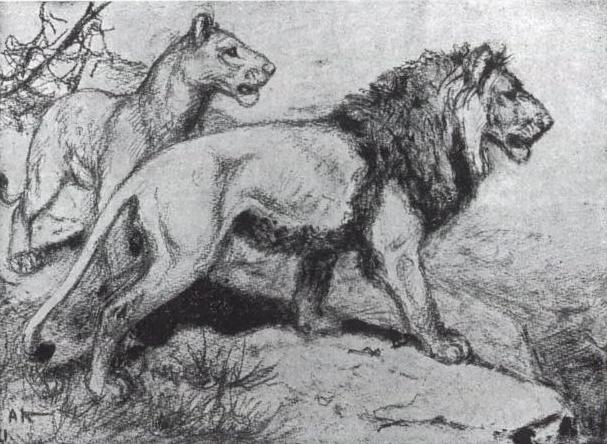
شیر ایرانی که اکنون در ایران منقرض شده است
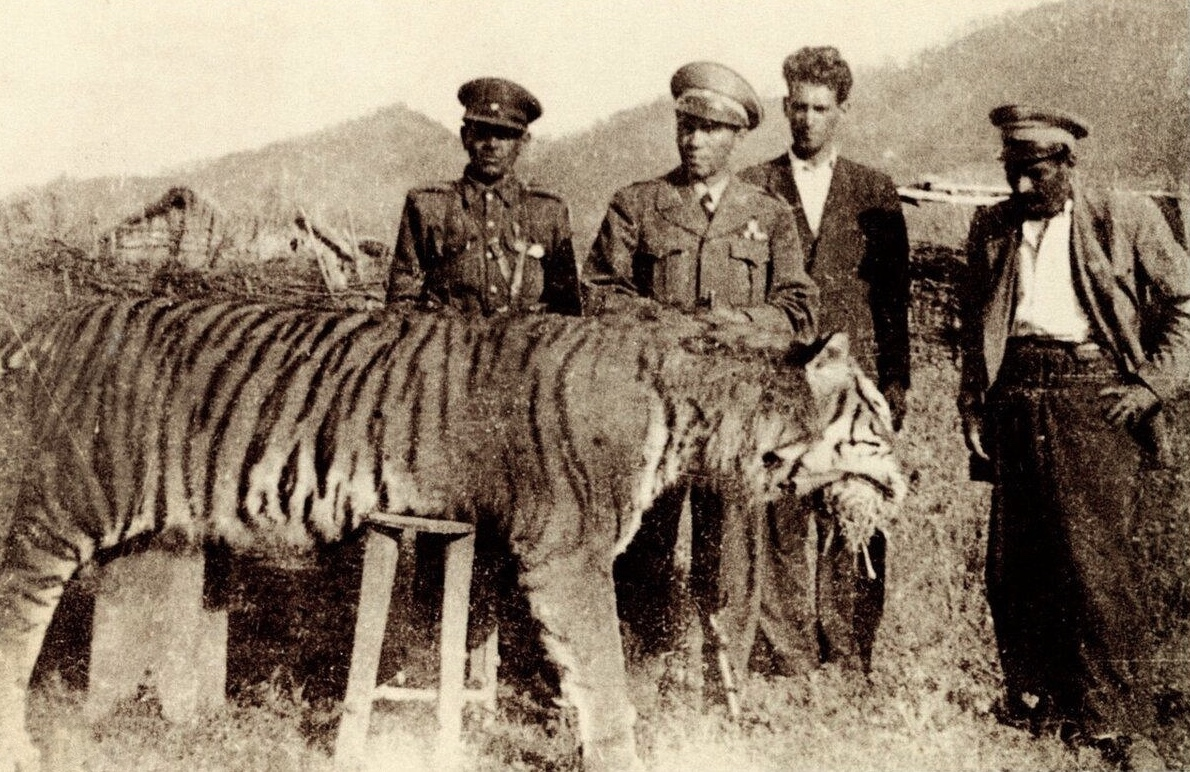
ببر مازندران که اکنون در ایران منقرض شده است
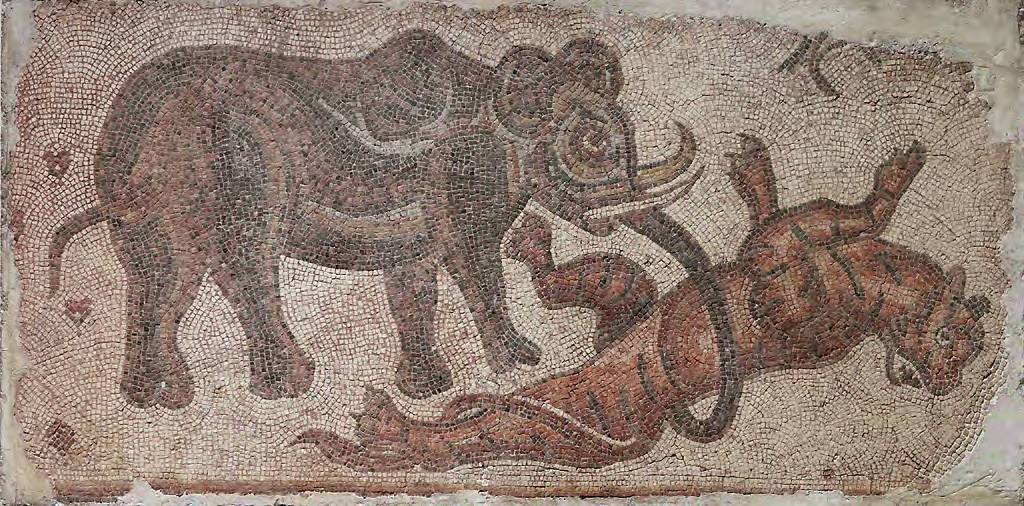
فیل سوری، که اکنون در ایران منقرض شده است، در حال حمله به یک ببر
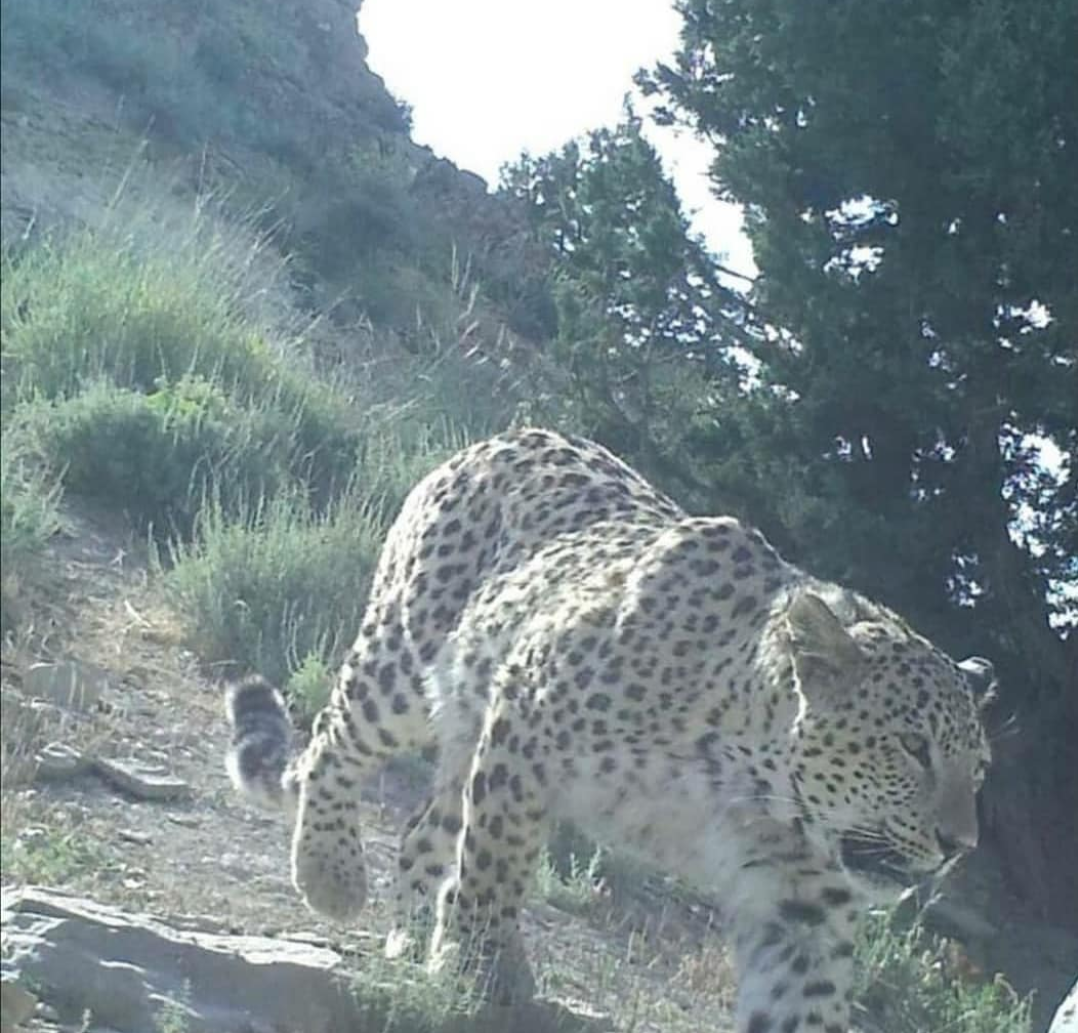
پلنگ ایرانی در اشترانکوه، لرستان
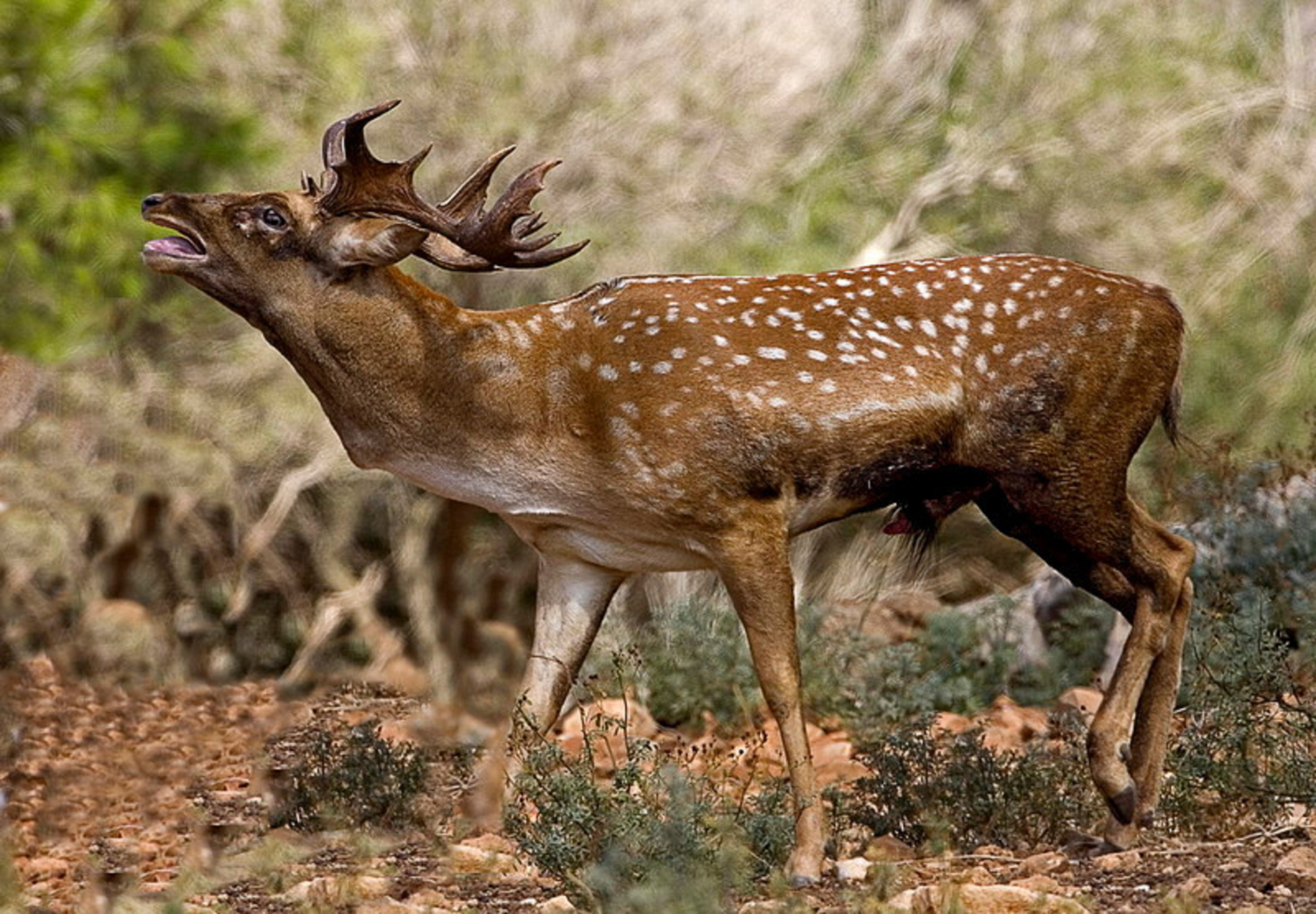
گوزن زرد ایرانی
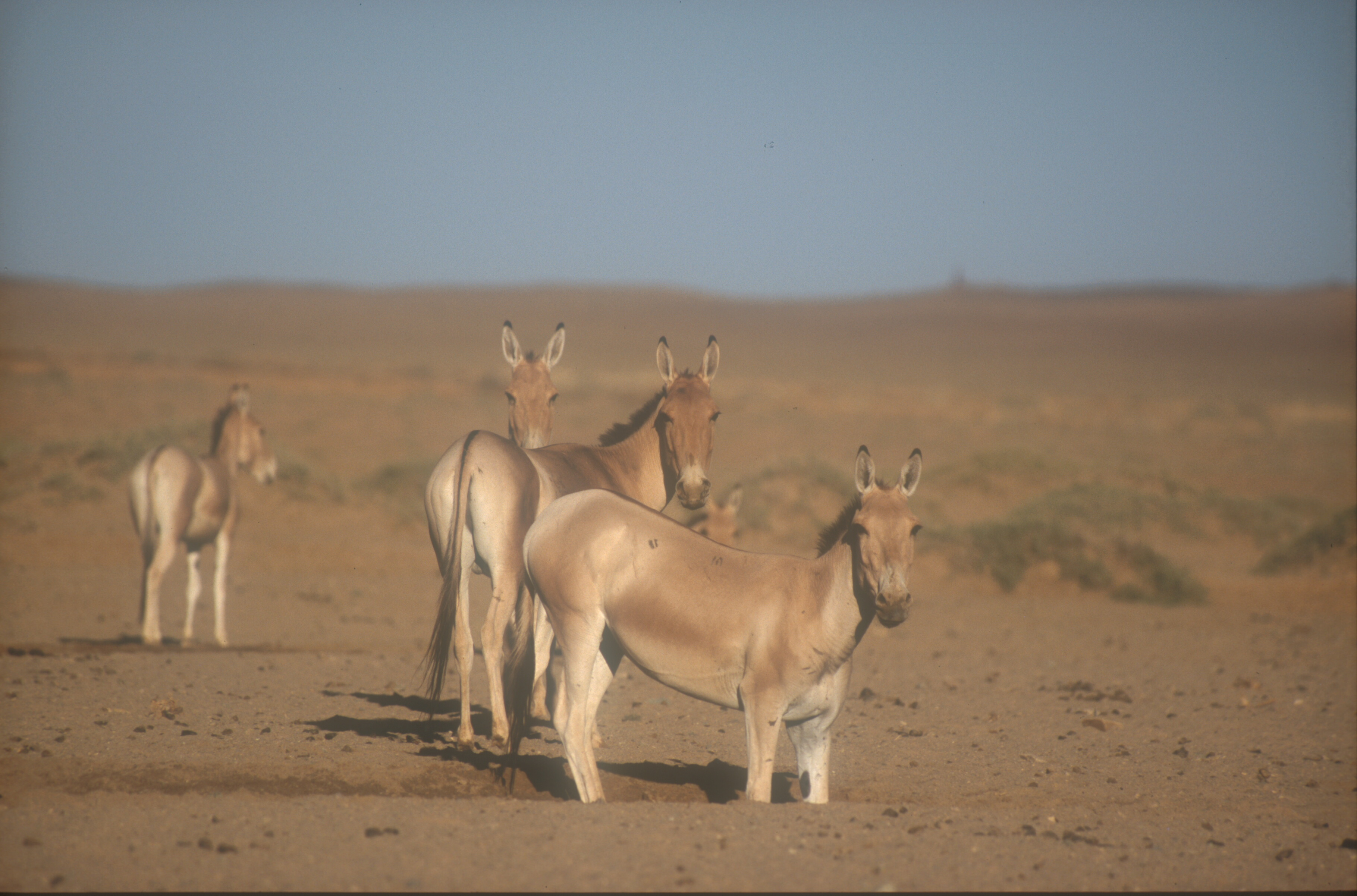
گورخر ایرانی
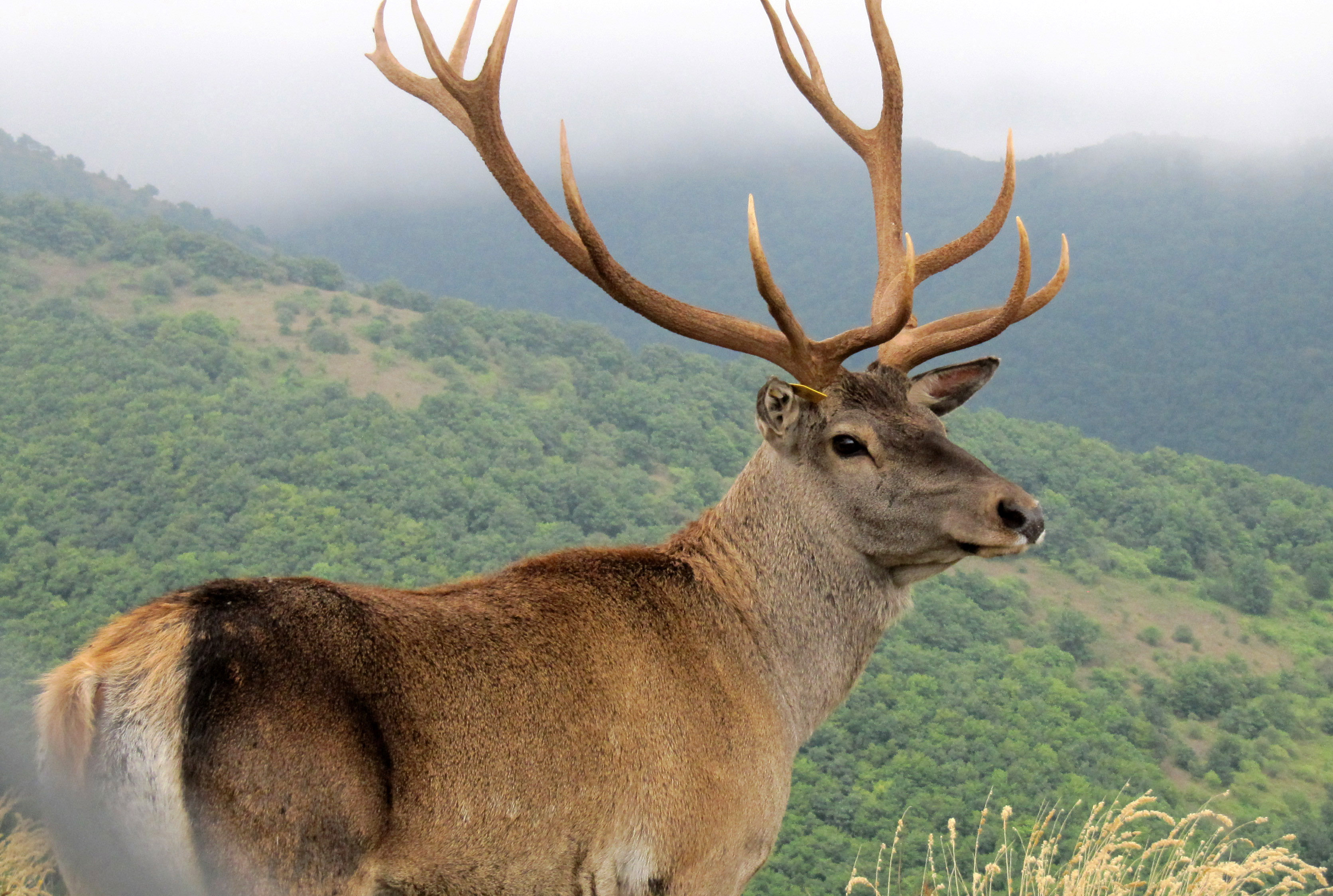
مرال در ارسباران